# Bernd von Borch
Bernd von Borch – mistrz krajowy  Inflant  Zakonu Krzyżackiego. Następca Jana Waldhausa von Heerse.

## Życiorys
Urząd objął w czasie, gdy dyscyplina w zakonie była znacząco rozprężona, a bracia traktowali swoje urzędy jako  prebendy. Nie był w stanie przeprowadzić poważniejszych reform. Za jego rządów inflancka gałąź  Zakonu Krzyżackiego zajęła arcybiskupstwo Rygi i uwięziła arcybiskupa Sylwestra Stodeweschera. Powodem takiego działania była nieprzychylna zakonowi polityka arcybiskupa oraz fakt, że zdecydował się on sprzymierzyć z wrogą Szwecją. Arcybiskup umarł w niewoli, ale jego następca Stefan Grube też podejmował działania wrogie zakonowi. Stefan Grube sprzymierzył się z miastem Ryga. W wyniku działań wojennych w 1484 roku zniszczeniu uległa ryska twierdza zakonu. Wcześniej miasto doprowadziło do upadku twierdzy Dyjament. Dopiero  następcy udało się pokonać zbuntowane miasto.